# Grub (hrad)
Hrad Grub je hrad z 11. století u osady Grub v městyse Irnfritz-Messern v okrese Horn ve Waldviertelu (Lesní čtvrti), v rakouské spolkové zemi Dolní Rakousy. Ačkoliv byl hrad po roce 1500 přestavěn, dochoval se v pozdně středověké podobě. K hradu patří věž, zbytky paláce a znovu vybudovaná hradní kaple.

## Záchrana hradu
V roce 1970 získal manželský pár Franz Josef (1914–1996) a Maria Magdalena Hampapa zříceninu hradu za 45 000 rakouských šilinků s úmyslem zachránit hrad před zánikem a rekonstrukce byla díky jejich úsilí dokončena. Částečně pod dohledem spolkového památkového úřadu a po konzultacích s technickou univerzitou ve Vídni byla znovu postavena hradní kaple. 